# Anarchosyndikalismus

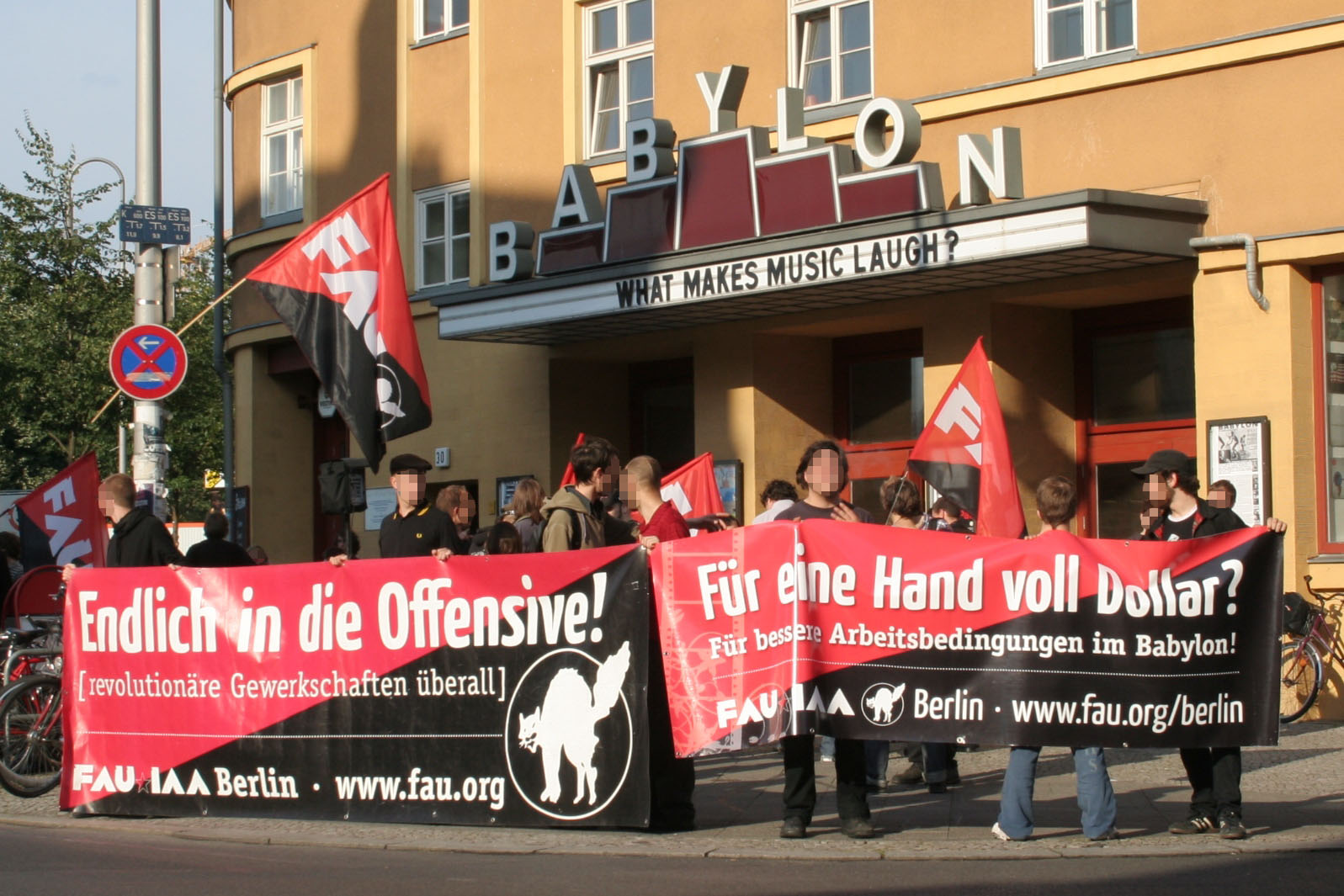
Anarchosyndikalistische Transparente während eines Arbeitskampfes der Freien Arbeiter*innen-Union

Der Begriff Anarchosyndikalismus bezeichnet die Organisierung von Lohnabhängigen, basierend auf den Prinzipien von Selbstbestimmung, Selbstorganisation und Solidarität. Ideengeschichtlich stellt der Anarchosyndikalismus eine Ergänzung des Anarchismus um den revolutionären Syndikalismus dar.

## Mittel und Ziele des Anarchosyndikalismus
Das Hauptziel des Anarchosyndikalismus ist die revolutionäre Überwindung des Staates und der kapitalistischen Gesellschaft durch die unmittelbare Übernahme der Produktionsmittel in gewerkschaftlicher Selbstorganisation. Durch diesen Akt soll die staaten- und klassenlose Kollektivordnung entstehen. Um dieses Ziel zu verwirklichen, ist der Anarchosyndikalismus bestrebt, die Arbeiterklasse in allen gesellschaftlichen Lebensbereichen zu organisieren und so eine wirksame Gegenmacht zu Staat und Kapital zu bilden. Der Begriff Arbeiterklasse umfasst dabei nicht nur lohnabhängig Beschäftigte (Arbeiter und Angestellte), sondern auch andere gesellschaftliche Gruppen wie z. B. Arbeitslose, Hausfrauen und -männer oder Schüler, also Gruppen, die direkt oder indirekt am gesamtgesellschaftlichen Produktionsprozess beteiligt sind.
Hauptaktionsfelder des Anarchosyndikalismus sind der Klassenkampf im Betrieb mit den Mitteln der direkten Aktion, möglichst breitenwirksame Agitation für seine Ziele und Aspekte der Kultur- und Jugendarbeit. Der Anarchosyndikalismus ist dabei stets bemüht, die Lebensbedingungen der Menschen konkret zu verbessern: Er fordert mehr Lohn, kürzere Arbeitszeiten, Gleichberechtigung und ein würdevolles Leben für alle Menschen. Sein endgültiges Ziel bleibt jedoch die soziale Revolution, weswegen reformistische Tendenzen von der Mehrheit der Anarchosyndikalisten strikt abgelehnt werden.

### Soziale Revolution
Im Prozess einer sozialen Revolution soll das kapitalistische System überwunden und der antiautoritäre Sozialismus aufgebaut werden. Dafür sollen die Produktionsmittel von den Produzenten kollektiviert und die Güterproduktion nach dem gesellschaftlichen Bedarf selbst organisiert werden; das kann z. B. über den Weg einer vorstandslosen Genossenschaft angegangen werden, analog den in Argentinien anlässlich der 2001 eskalierten Wirtschaftskrise erfolgreich etablierten Ansätzen. Ziel ist letztlich eine anarchistische Gesellschaft, in der die materiellen Bedürfnisse eines jeden gedeckt werden können.

## Geschichte

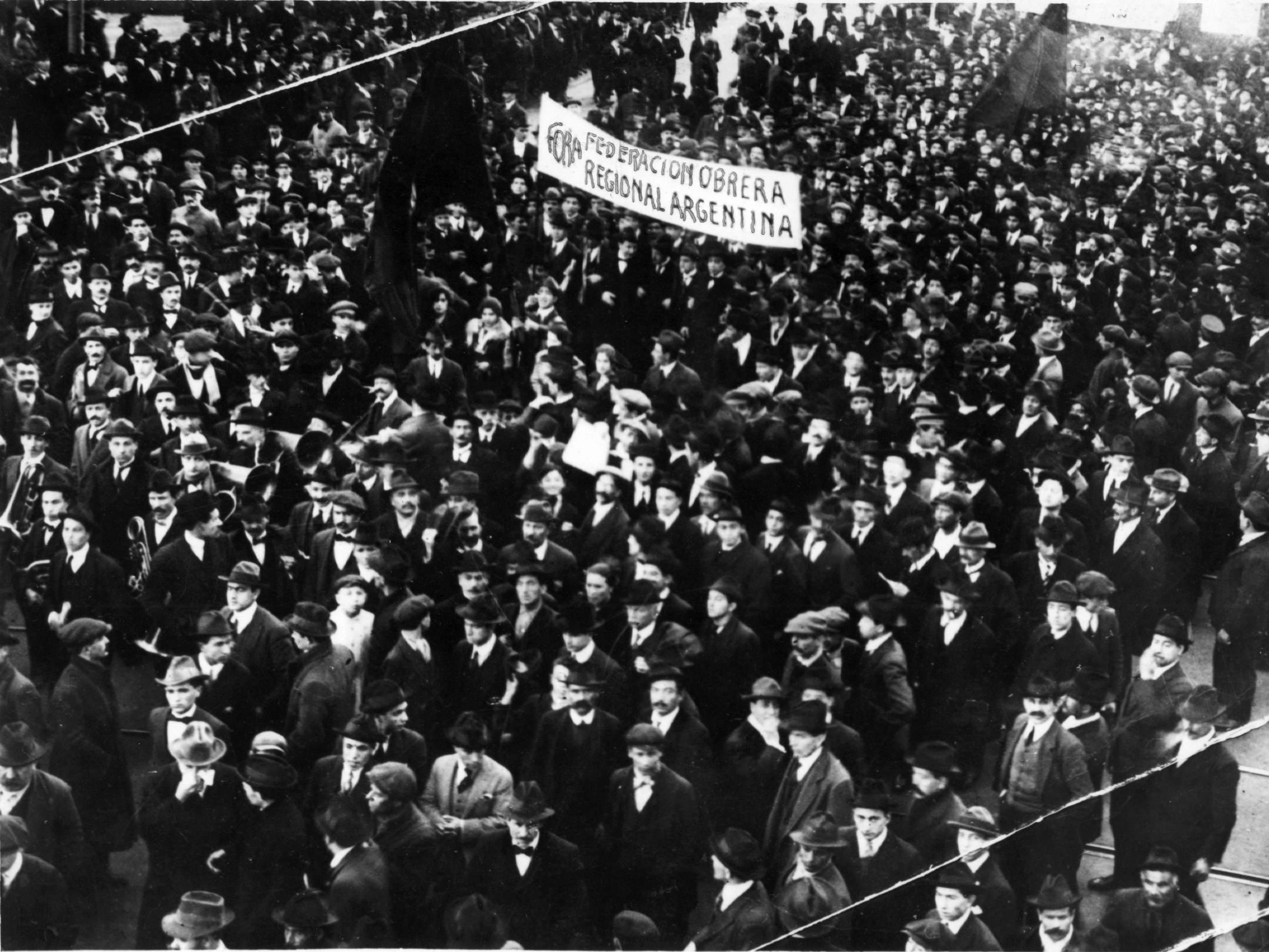
Demonstration argentinischer Anarchosyndikalisten der FORA

Der Anarchosyndikalismus war, beginnend mit den Vorläufern der 1880er Jahre über die konkretisierende Debatte beim Kongress in Amsterdam bis zur Stabilisierung Ende der 1930er Jahre, eine äußerst einflussreiche und mitgliederstarke Bewegung. Von 1904 bis 1949 erschien in vier Folgen die anarchosyndikalistische Zeitschrift Die Internationale. So vereinte die Anfang der 1920er Jahre gegründete anarchosyndikalistische Gewerkschaftsinternationale IAA auf Anhieb ca. 1,4 Millionen Menschen. Die stärkste anarchosyndikalistische Organisation jener Tage war die spanische Confederación Nacional del Trabajo (CNT), in der sich Ende der 1930er Jahre etwa zwei Millionen Mitglieder vereinigten, bevor es dem spanischen Faschismus gelang, sie zu zerschlagen und in den Untergrund zu zwingen.
Während des spanischen Bürgerkrieges (1936–39) wurde die Idee der sozialen Revolution auf breiter Basis umgesetzt. In der kurzen Zeitspanne von 1936 bis 1937 wurden fast die gesamte katalanische Agrarproduktion, die Schwerindustrie, das öffentliche Verkehrssystem und weite Teile des Dienstleistungssektors von den Arbeitenden selbstverwaltet. In einigen Wirtschaftszweigen wie der Schwerindustrie oder der Agrarproduktion konnten dabei zum Teil starke Produktionssteigerungen erzielt werden, was unter anderem zur Folge hatte, dass erstmals in der Geschichte Kataloniens die Versorgung der gesamten Bevölkerung mit Grundnahrungsmitteln sichergestellt werden konnte. Diese selbstverwaltete Wirtschaft wurde allerdings nach kurzer Zeit zunächst von den stalinistischen Anhängern der PCE und später unter der Diktatur Francos restlos zerschlagen.
Auch in Deutschland spielte der Anarchosyndikalismus während der heftigen Streiks und Kämpfe in den Nachwirrungen der Novemberrevolution von 1918 für kurze Zeit (vor allem im Ruhrgebiet bei der Niederschlagung des rechtsextremen Kapp-Putsches während des Ruhrkampfes) eine wichtige Rolle. Die anarchosyndikalistische FAUD vereinte in den Jahren 1920 bis 1923 etwa 150.000 bis 200.000 Menschen in ihren Reihen, verlor danach allerdings in Konkurrenz zur KPD und SPD rapide an Mitgliedern. Nach der NS-Machtübernahme wurden bis 1936/37 die letzten arbeitsfähigen Untergrundzellen zerschlagen.
Ein ähnliches Schicksal traf in und nach dem Zweiten Weltkrieg fast alle anarchosyndikalistischen Organisationen in Europa, viele wurden zerschlagen und fast alle verloren ihre Massenbasis. Einzig die schwedische SAC konnte ihre intakte Organisationsstruktur bewahren, musste jedoch für ihren reformorientierten und sozialpartnerschaftlichen Kurs viele ihrer Prinzipien sowie ihre Mitgliedschaft in der IAA aufgeben.

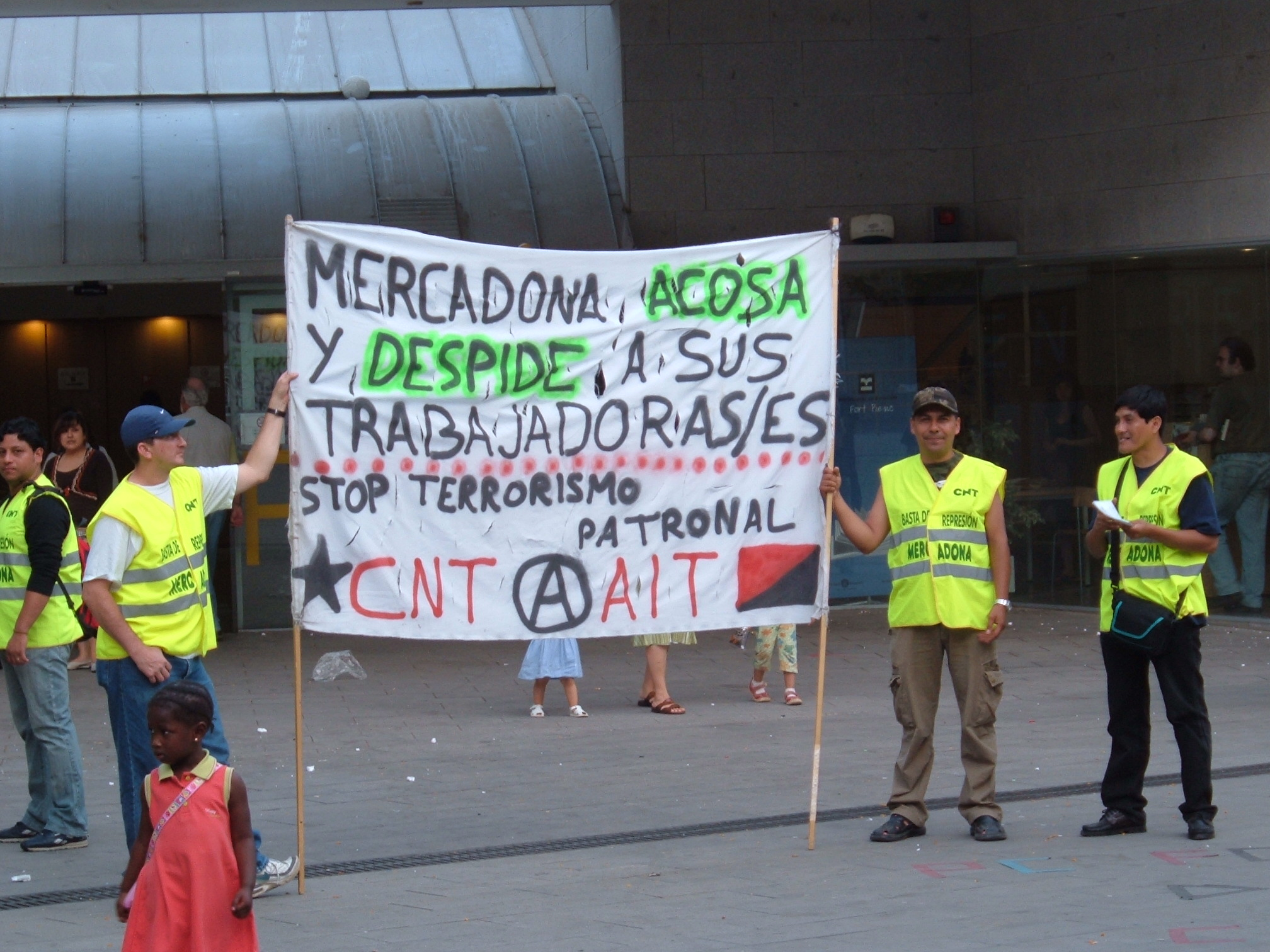
Streik von Mitgliedern der CNT gegen Mercadona

Trotz seines Niedergangs gab es nach dem Zweiten Weltkrieg einige Versuche, den Anarchosyndikalismus wiederzubeleben. So konnte die spanische CNT nach dem Ende der Franco-Diktatur den Untergrund verlassen und sich formell neu gründen. In Frankreich gründete sich die CNT-F, die seit dem Generalstreik Mitte der 1990er massiven Zulauf an Mitgliedern verzeichnen kann, jedoch nach einer Spaltung teilweise ebenfalls die Internationale ArbeiterInnen-Assoziation verlassen musste. In Deutschland gründete sich 1977 die Freie Arbeiterinnen- und Arbeiter-Union heutzutage Freie Arbeiter*innen-Union (FAU), eine anarchosyndikalistische Gewerkschaftsinitiative, die an die Tradition der FAUD anschließen will. Auch sie wächst – nach eigenen Angaben – seit Mitte der 1990er kontinuierlich.
Dem Anarchosyndikalismus nahe stehen die unionistischen IWW und die internationale Bewegung des Rätekommunismus. So kommt es vor, dass Anhänger dieser Bewegungen in denselben Organisationen zusammenarbeiten. In Deutschland geschieht das zeitweilig zwischen der FAU und der IWW, in Österreich zwischen der FAS und der IWW.
Einzig anerkanntes Kulturdenkmal für den Anarchosyndikalismus der deutschen Zwischenkriegszeit ist die Bakuninhütte nahe der südthüringischen Stadt Meiningen.

## Bedeutende Vertreter
FAUD (Deutschland)
- Franz Barwich (1878–1955), Aktivist der Arbeiterbewegung
- Werner Henneberger (1904–1977), kaufmännischer Angestellter, Architekt und Sozialdemokrat
- Willi Paul (1897–1979), Autor, Zeitschriften-Herausgeber und Widerstandskämpfer
- Rudolf Rocker (1873–1958), Anarchist
- Helmut Rüdiger (1903–1966), Autor
- Alexander Moissejewitsch Schapiro (1883–1946), jüdisch-russischer Anarcho-Syndikalist
- Augustin Souchy (1892–1984), Anarchist und Antimilitarist
- Fritz Köster (1855–1934), Autor, Redakteur, Schlosser, Fliesenleger, Gewerkschafter, Antimilitarist

CNT (Spanien)
- Anselmo Lorenzo (1841–1914), Anarchist und Gewerkschafter
- Salvador Seguí (1886–1923), Anarchist und Syndikalist
- Buenaventura Durruti (1896–1936), Anarchist, Syndikalist und Revolutionär
- Diego Abad de Santillán (1897–1983), Verleger, Journalist, Übersetzer, Historiker und Ökonom
- Federica Montseny (1905–1994), Schriftstellerin, Syndikalistin und Anarchistin
- Juan Peiró (1887–1942), Glaser, Ökonom, Anarchist und Syndikalist
- Luis Andrés Edo (1925–2009), Aktivist und Widerstandskämpfer

IWW (USA)
- Noam Chomsky (* 1928), Sprachwissenschaftler, politischer Publizist und Aktivist
- David Graeber (1961–2020), Kulturanthropologe und Publizist
- Judi Bari (1949–1997), Feministin, Umweltaktivistin und Basisgewerkschafterin

Andere
- Albert de Jong (1891–1970), niederländischer Redakteur, Autor, Organisator und Lehrer
- Gildardo Magaña (1891–1939), mexikanischer Autor, Politiker und Revolutionär
- Fernand Pelloutier (1867–1901), eine der großen Figuren des französischen revolutionären Syndikalismus
- Pierre Ramus (1882–1942), Aktivist und Theoretiker des Anarchismus und Pazifismus
- Antonio Díaz Soto y Gama (1880–1967), mexikanischer Rechtswissenschaftler, Autor und politischer Aktivist
- Clara Gertrud Wichmann (1885–1922), deutsche Juristin, Publizistin, Pazifistin
- Albert Camus (1913–1960), französischer Schriftsteller, Philosoph und Religionskritiker

## Zeitschrift
Von 1904 bis 1949 erschien in vier Folgen die anarchosyndikalistische Zeitschrift Die Internationale. Die Folge 1 war das Organ der I.A.A. von 1924 bis 1926. Redakteur war Augustin Souchy.

## Film
- Vivir la utopía – Die Utopie Leben! Film von Juan Gamero, 1997. (Film über den spanischen Anarchismus von circa 1870 bis um 1939, anhand von Interviews und historischen Dokumenten). Inhaltsbeschreibung auf anarchopedia.org
- Die lange Hoffnung Online verfügbar. Die Filmemacher begleiteten sechs Wochen lang Clara Thalmann und Augustin Souchy in die Gegend Kataloniens, wo beide zwischen 1936 und 1939 aktiv an den Kämpfen gegen Franco und an der Kollektivierung der anarchistischen CNT, der einzigen sozialen Revolution von unten, teilgenommen haben.